# Vehemence
Vehemence var en death metal-grupp från USA, bildad 1995. Bandet splittrades 2005, men återförenades 2006 för några avskedskonserter. 2007 återförenades gruppen, men splittrades åter 2016.

## Medlemmar
Senaste medlemmar
- Bjorn Dannov – gitarr (1997–2005, 2006, 2007–2016)
- Nathan Gearhart – sång (1997–2005, 2006, 2007–2016)
- Mark Kozuback – basgitarr (1997–2005, 2006, 2007–2016)
- Andy Schroeder – trummor (1997–2005, 2006, 2007–2016)
- Kyle Moeller – gitarr (2007–2009, 2012–2016)

Tidigare medlemmar
- Scott Wiegand – gitarr (1997–1999)
- John Chavez – gitarr (1999–2005, 2006)
- Jason Keesecker – keyboard (2000–2003)
- Adam Cody – sång (2005)
- Jacob Greene – gitarr (2010–2012)

Turnerande medlemmar
- Bryan Edwards – sång (2005)

## Diskografi
Demo
- 1998 – Vehemence
- 2001 – Metal Blade Demos

Studioalbum
- 2000 – The Thoughts from Which I Hide
- 2002 – God Was Created
- 2004 – Helping the World to See
- 2015 – Forward Without Motion